# Diego de Astor

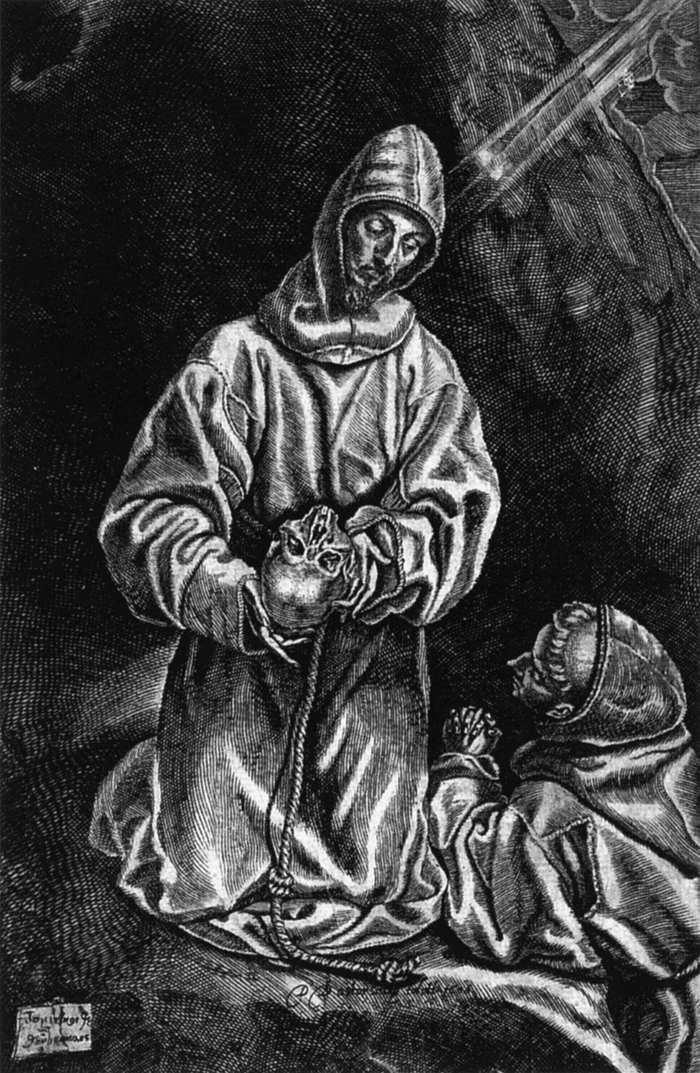
San Francisco arrodillado contemplando una calavera, grabado de Astor copiando al Greco.

Diego de Astor (Malinas, h. 1584-Madrid, 1650) fue un grabador flamenco radicado en España, que produjo grabados «de láminas y en hueco».

## Biografía
Residía en Toledo muy a principios del siglo XVII y fue discípulo del Greco en el diseño y tal vez en el grabado, pues Theotocopuli era ingenioso en todas las artes. Grabó Astor a su lado el año de 1606 un San Francisco arrodillado contemplando una calavera: estampa rara y apreciable, que conservó por la corrección del diseño y por la exacta imitación del original de su maestro. Ya el año anterior, en 1605, había grabado Astor una Adoración de los pastores; es un grabado excepcional por su complejidad y tamaño (47 x 34,6 cm.; un ejemplar en el Metropolitan Museum de Nueva York).

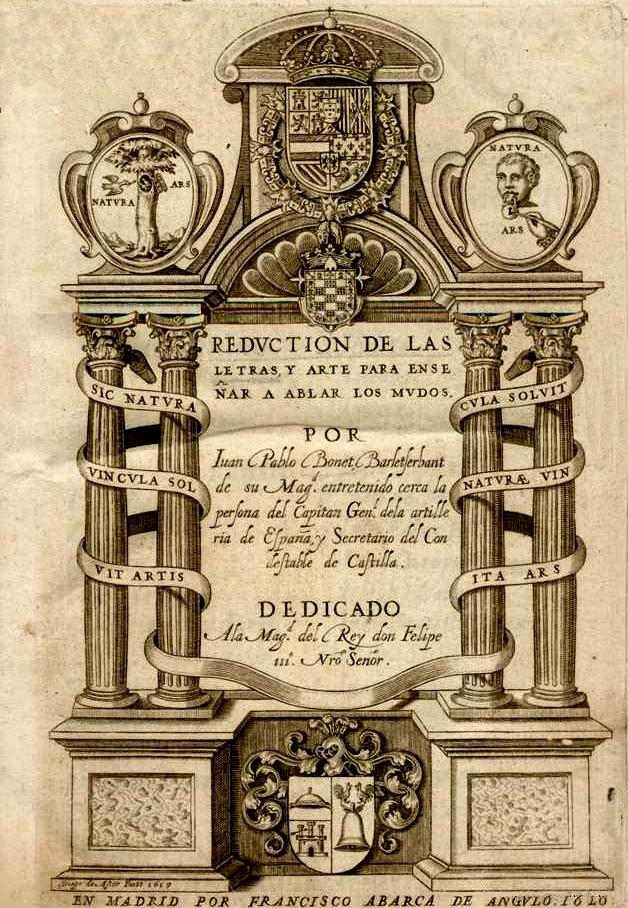
Grabado de Diego de Astor para Arte para enseñar a hablar a los mudos

Felipe III le nombró en 12 de enero de 1609 para una plaza de grabador de la casa de moneda de Segovia, vacante por fallecimiento de Hernando Andrea, con el sueldo que este había gozado. En 1610 grabó la portada de la Historia del apóstol de Jesucristo Santiago, escrita por Mauro Castellá Ferrer, su retrato y otras estampas que contiene. La junta de obras y bosques le concedió licencia en 26 de agosto de 1617 para ir a Madrid por todo el tiempo necesario a ayudar a Juan Bautista Labaña en el grabado de las láminas de las descripciones de los estados del rey que están en el libro de su real descendencia, y en 18 de marzo de 1618 mandó el rey pagarle el sueldo entero de su empleo con motivo de la ausencia que había hecho de Segovia.
Entre 1621 y 1623 grabó la vera effigies de Sancha Alfonso, comendadora de Santiago, para su proceso de beatificación. Grabó en 1629 la puerta de Guadalajara con las figuras de Fernán García y de Díaz Sanz que están en la Historia de Segovia escrita por Colmenares y en 1640 la portada de este mismo libro que representa una fachada del orden corintio con las estatuas de San Hieroteo y de Hércules, el retrato del autor, dos figuras alegóricas y el escudo de armas de la ciudad de Segovia.
Felipe IV dio pruebas del aprecio que hacia de su mérito y de los adelantamientos de su hijo Diego, mandando en 14 de septiembre de 1633 que éste sucediese al padre después de sus días en el empleo que obtenía en Segovia, y en 8 de diciembre de 1636 que le sirviese durante la ausencia que iba a hacer en Madrid de real orden para entender en la fábrica de las matrices de los sellos reales.